# オモクローム
オモクローム(Ommochrome)は、甲殻類や昆虫の目で生じる数種類の生体色素である。目の色は、オモクロームによって決定される。また、頭足類の色素胞やクモでも見られる。
オモクロームは、トリプトファンからキヌレニン、3-ヒドロキシキヌレニンを経てできる代謝物質である。黄色、赤色から茶色、黒色まで、広い範囲の色の原因となる。明るい色は主にオマチンによって作られ、より暗い色はオマチンとオミンの混合物によって作られる。
クモでは、オモクロームは、クチクラのすぐ下の皮下組織細胞中に色素顆粒として蓄えられる。